# Critérium de Aalst

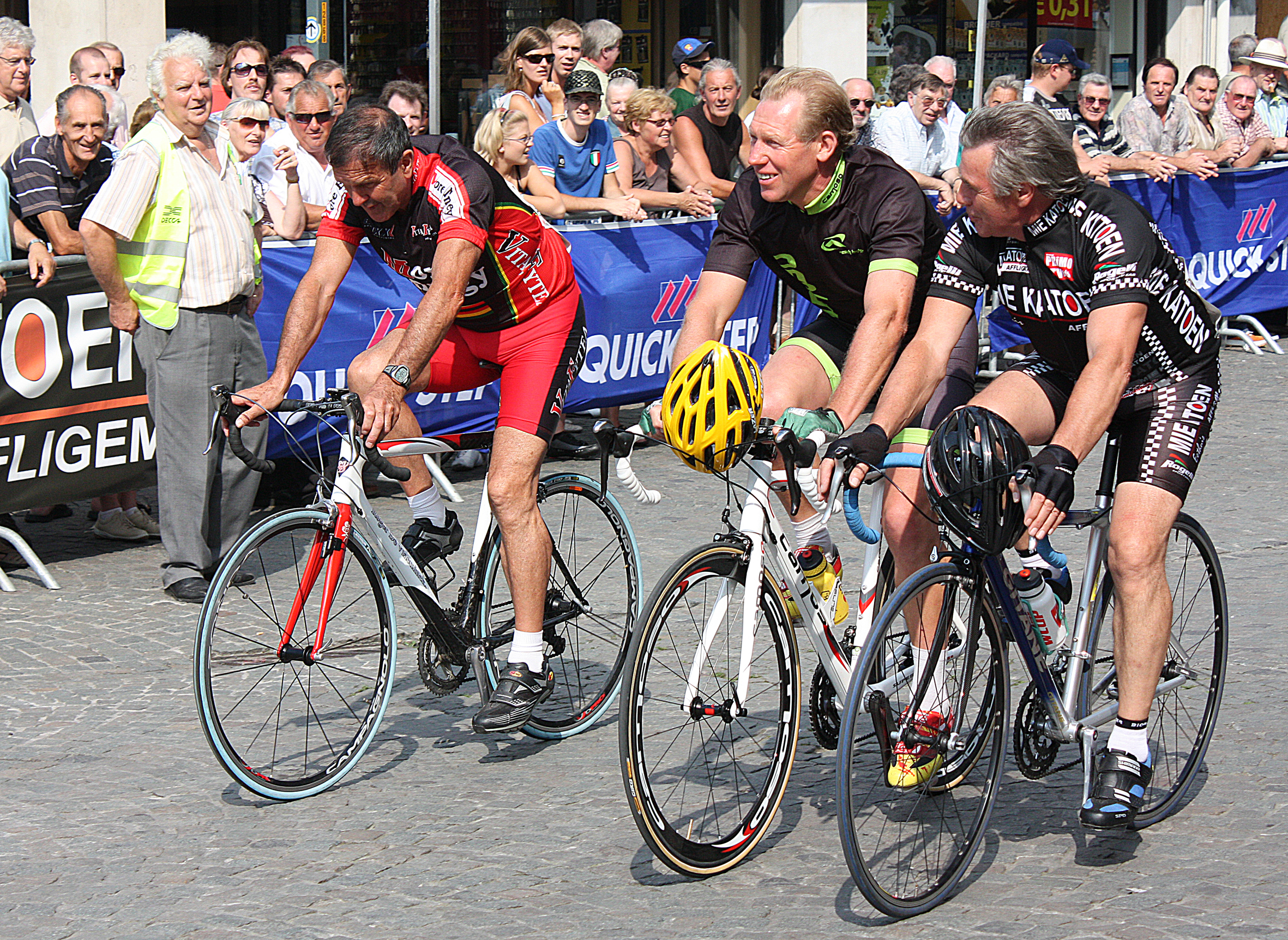
Criterio Aalst 2008

El Criterium de Aalst es una competición belga de un día en la ciudad de Aalst, que se celebra un día después de terminar el Tour de Francia.
Fue organizado por primera vez en 1934

## Palmarés
| Año  | Ganador                 |
| ---- | ----------------------- |
| 2017 | Oliver Naesen           |
| 2016 | Christopher Froome      |
| 2015 | Peter Sagan             |
| 2014 | Greg Van Avermaet       |
| 2013 | Christopher Froome      |
| 2012 | Peter Sagan             |
| 2011 | Philippe Gilbert        |
| 2010 | Fabian Cancellara       |
| 2009 | Mark Cavendish          |
| 2008 | Carlos Sastre           |
| 2007 | Danilo Di Luca          |
| 2006 | Robbie McEwen           |
| 2005 | Axel Merckx             |
| 2004 | Robbie McEwen           |
| 2003 | Alessandro Petacchi     |
| 2002 | Robbie McEwen           |
| 2001 | Serge Baguet            |
| 2000 | Axel Merckx             |
| 1999 | Ludo Dierckxsens        |
| 1998 | Tom Steels              |
| 1997 | Frank Vandenbroucke     |
| 1996 | Tom Steels              |
| 1995 | Johan Bruyneel          |
| 1994 | Hendrik Redant          |
| 1993 | Alain Van Den Bossche   |
| 1992 | Dirk De Wolf            |
| 1991 | Benjamin Van Itterbeeck |
| 1990 | Johan Museeuw           |
| 1989 | Etienne De Wilde        |
| 1988 | Eddy Planckaert         |
| 1987 | Joseph Lieckens         |
| 1986 | Marc Sergeant           |
| 1985 | Eric Vanderaerden       |
| 1984 | Frank Hoste             |
| 1983 | Eric Vanderaerden       |
| 1982 | Roger De Vlaeminck      |
| 1981 | Lucien Van Impe         |
| 1980 | Ferdi Van den Haute     |
| 1979 | Marc Demeyer            |
| 1978 | Francesco Moser         |
| 1977 | Lucien Van Impe         |
| 1976 | Rik Van Linden          |
| 1975 | Roger De Vlaeminck      |
| 1974 | Eddy Peelman            |
| 1973 | Roger De Vlaeminck      |
| 1972 | Walter Godefroot        |
| 1971 | Eddy Merckx             |
| 1970 | Victor Van Peel         |
| 1969 | Eddy Merckx             |
| 1968 | Rik Van Looy            |
| 1967 | Rik Van Looy            |
| 1966 | Edward Sels             |
| 1965 | Edgard Sorgeloos        |
| 1964 | Benoni Beheyt           |
| 1963 | Frans Melckenbeeck      |
| 1962 | Robert Lelangue         |
| 1961 | Norbert Kerckhove       |
| 1960 | Rik Van Steenbergen     |
| 1959 | Rik Van Steenbergen     |
| 1958 | Rik Van Steenbergen     |
| 1957 | Joseph Plas             |
| 1956 | Alfred De Bruyne        |
| 1955 | Jules Cools             |
| 1954 | Roger Decock            |
| 1953 | André Rosseel           |
| 1952 | Valeer Olivier          |
| 1951 | Roger Decock            |
| 1950 | Briek Schotte           |
| 1949 | Frans Leenen            |
| 1948 | André Rosseel           |
| 1947 | Achille Buysse          |
| 1946 | Desire Keteleer         |
| 1945 | Theo Middelkamp         |
| 1943 | Joseph Moerenhout       |
| 1942 | Roger Gijselinck        |
| 1940 | Achille Buysse          |
| 1939 | Jef Geets               |
| 1938 | Adolf Braeckevelt       |
| 1937 | Louis Noens             |
| 1936 | Julien Señor Aert       |
| 1935 | Michel D'Hoogh          |
| 1934 | Alfred Haemerlinck      |

- Datos: Q2376332